# 문영미
문영미(文英美, 1953년 9월 29일 ~ )는 대한민국의 희극 배우이다.

## 학력
- 인화여자상업고등학교

## 출연작

### 드라마
- 1989년 KBS2 미니시리즈 《왕룽일가》
- 1991년 MBC 주말연속극 《산너머 저쪽》
- 1993년 SBS 월화드라마 《결혼》
- 1994년 EBS 주간드라마 《언제나 푸른마음》
- 1999년 KBS2 청소년드라마 《학교 2》 ... 용구 모 역
- 2003년 iTV 코믹드라마 <러브 러브> ... 봉원 어머니 역
- 2004년 SBS 특별기획 《파리의 연인》 ... 좌판아줌마 역
- 2005년 ~ 2006년 SBS 드라마스페셜 《마이걸》 ... 수녀 역
- 2007년 MBC 아침드라마 《그래도 좋아!》 ... 공주댁 역
- 2009년 KBS2 주말연속극 《솔약국집 아들들》 ... 홍숙자 역
- 2009년 SBS 주말 특별기획 《찬란한 유산》 ... 진성설렁탕 직원 역
- 2009년 MBC 아침드라마 《멈출 수 없어》 ... 청매 역
- 2009년 MBC 일일시트콤 《지붕뚫고 하이킥!》 ... 계주 역
- 2010년 SBS 드라마스페셜 《산부인과》 ... 김순화 환자의 보호자 역 (특별출연)
- 2011년 KBS2 주말연속극 《오작교 형제들》 ... 동네주민 역
- 2011년 MBC 일일시트콤 《하이킥! 짧은 다리의 역습》 ... 학부모 역
- 2012년 tvN 아침드라마 《노란 복수초》
- 2012년 tvN 다큐드라마 《막돼먹은 영애씨 11》 ... 문영미 역
- 2013년 MBC 아침드라마 《잘났어, 정말!》 ... 김영옥 역
- 2013년 SBS 드라마스페셜 《너의 목소리가 들려》 ... 자취방 근처 슈퍼 주인 역
- 2013년 MBC 특집드라마 《세상에서 가장 위대한 일》 ... 밥엄마 역
- 2014년 TVB 옴니버스 드라마 《사랑의 순간》
- 2020년 KBS1 일일드라마 《기막힌 유산》 ... 금 여사 역

### 방송
- MBC 《웃으면 복이와요》
- KBS2 《폭소클럽》
- KBS2 《여유만만》
- KBS2 《위기탈출 넘버원》
- KBS2 《퀴즈쇼 사총사》
- TV조선 《이것은 실화다》

## 수상 경력
- TBC 코미디언
- KBS 코미디언
- KBS 코미디대상 여자연기상 수상 (1992년)
- 한국방송대상 여자코미디언상 수상 (1993년)

## 가족 관계
- 언니 : 문군자(1943년 5월 5일 ~ ) - 전 기초의원